# Attalea funifera
Attalea funifera – gatunek rośliny z rodziny arekowatych. Rośnie w wilgotnych lasach wschodniej Brazylii.

## Zastosowanie
Z nasion tej atalii otrzymuje się olej jadalny, a z liści otrzymuje się włókno – piasawę.